# カルロス・ラモサ
カルロス・ラモサ（Carlos Llamosa、1969年6月30日 - ）は、アメリカ合衆国の元サッカー選手。元アメリカ代表。ポジションはディフェンダー。

## 来歴
1998年11月にアメリカ代表デビュー。2002 FIFAワールドカップ・北中米カリブ海予選・最終予選では6試合に出場、2002 FIFAワールドカップ出場権を獲得した。ワールドカップでは2試合に出場した。アメリカ代表で通算29試合に出場した。

## 代表歴

### 出場大会
- アメリカ代表
  - 2002 FIFAワールドカップ

### 試合数
- 国際Aマッチ 29試合 0得点（1998年-2002年）[1]

| アメリカ代表 | 国際Aマッチ | 国際Aマッチ |
| 年           | 出場        | 得点        |
| ------------ | ----------- | ----------- |
| 1998         | 1           | 0           |
| 1999         | 4           | 0           |
| 2000         | 9           | 0           |
| 2001         | 10          | 0           |
| 2002         | 5           | 0           |
| 通算         | 29          | 0           |